# Leave Out All the Rest
A Leave Out All the Rest az ötödik kislemez a Linkin Park stúdióalbumáról, a Minutes to Midnight-ról.

## Háttér
A szám előző verziói a Fear és a When My Time Comes voltak. A dalszöveget körülbelül harmincszor írták újra.
Az albumon a szám végén a rajongókat lehet hallani, ez a Bleed It Out-hoz vezet.
Az Alkonyat című film stáblistája alatt ez a szám szól. A Road to Revolution-ös One Step Closer az Alkonyat 2 lemezes kiadásán is rajta van.
A Leave Out All the Rest a CSI (Las Vegas) egyik epizódjának a címe. Ezt az epizódot az Államokban 2008. november 6-án lehetett a TV-ben látni.

## Kislemez
A Kerrang magazin interjújában Chester Bennington ezt mondta a "Leave Out All the Rest"-ről: „Az elejétől kezdve tudtuk, hogy ebből egy kislemez lesz, szóval nagyon keményen dolgoztunk, hogy a dalszövegek nagyon jók legyenek. A Pretending someone else can save me from myself sort azért éneklem mert ez egy bocsánatkérő levél hatását kelti, azt akarom, hogy az emberek a jó dolgokra is emlékezzenek ne csak a rosszakra. A dal az alázatosságról szól”.

## Klip

Egy jelenet a klipből

Egy MTV-vel való interjú során Mike azt mondta, hogyha a banda az űrben élne ilyen lenne egy átlagos napjuk. A bandát nem láthatjuk zenélni kivéve Chester-t énekelni a szólóiban.
A klipet az angol Napfény című film ihlette.
Joe ezt mondta:
Az űrt járjuk be, olyan mintha koncertre mennénk. Otthon hagyjuk a családunkat, (ezért a Leave Out All the Rest cím), azért hagyunk otthon dolgokat, hogy valami sokkal jobbat csináljunk.
A klip 2008. május 30-án kiszivárgott, mert a banda a MySpace-en azt mondta, hogy június 2-án fog megjelenni. A VH1-en top 10-es szám volt.

## Számlista
CD1
1. Leave Out All the Rest (Single Version)
2. In Pieces (Live in Washington DC 19/08/07)

iTunes
1. Leave Out All the Rest
2. In Pieces (Live in Washington DC 19/08/07)
3. Leave Out All the Rest (Live in Detroit 22/08/07)

CD2
1. Leave Out All the Rest (Single Version)
2. In Pieces (Live in Washington DC 19/08/07)
3. Leave Out All the Rest (Live in Detroit 22/08/07)
4. Leave Out All the Rest (Video)

Japán CD
1. Leave Out All the Rest (Single Version)
2. Leave Out All the Rest (Live in Detroit 22/08/07)
3. L.O.A.T.R (M. Shinoda Remix)
4. Leave Out All the Rest (Video)
5. Leave Out All the Rest (Live from Road to Revolution Video)

## Toplisták
A szám úgy volt egy hétig a Billboard Pop 100 toplistán a 98. helyen, hogy a kislemezt még ki se adták. A Billboard Hot Modern Rock Tracks toplistáján a 35. helyen debütált, a legjobb helye a 11. volt. Ez a Linkin Park egyik a toplisták terén leggyengébb száma az Egyesült Királyságban, mert csak a 90. volt a legjobb helye. Eddig csak egy rosszabbul teljesítő kisalbuma volt a Linkin Park-nak az Egyesült Királyságban, a Given Up ami fel se került a toplistára. A Leave Out All the Rest a Papercut óta az első olyan kislemez ami nem került be a Hot Modern Rock Tracks toplistán nem került be az első 5-be. A Billboard Hot 100 toplistán a 99., a Billboard Hot Digital Songs toplistán a 72. volt a legjobb helye.
| Toplista (2007)                           | Legjobb hely |
| ----------------------------------------- | ------------ |
| U.S. Billboard Pop 100                    | 98           |
| U.S. Billboard Bubbling Under Hot 100     | 17           |
| Toplista (2008)                           | Legjobb hely |
| Argentinian Singles Chart                 | 46           |
| Australian ARIA Singles Chart             | 24           |
| Austria Singles                           | 17           |
| Finland Singles Chart                     | 19           |
| Germany Singles Chart                     | 15           |
| New Zealand RIANZ Singles Chart           | 38           |
| Portugal Airplay Chart                    | 5            |
| Swiss Singles                             | 36           |
| Turkey Top 20 Chart                       | 19           |
| UK Singles Chart                          | 90           |
| U.S. Billboard Hot Modern Rock Tracks     | 11           |
| U.S. Billboard Hot Mainstream Rock Tracks | 33           |
| U.S. Billboard Hot Adult Top 40 Tracks    | 25           |
| U.S. Billboard Hot 100                    | 94           |
| U.S. Billboard Pop 100                    | 69           |
| Toplista (2009)                           | Legjobb hely |
| Swedish Singles Chart                     | 42           |